# Okapi Aalstar in het seizoen 2019/20
Het seizoen 2019/2020 was het 18e jaar in het bestaan van de Aalstse basketbalclub Okapi Aalst sinds de heroprichting in 2002.

## Verloop
Aalst liet al zijn buitenlands spelers vertrekken en begon met aantal nieuwe spelers: Vladimir Mihailović, J.J. Mann, Ivan Maraš, Riley LaChance, Dorian Marchant en Clayton Vette. De club kreeg ook een nieuwe hoofdcoach met Trevor Huffman. Tijdens het seizoen kregen ook een aantal jeugdspelers speelkansen. In januari 2020 werd hoofdcoach Trevor Huffman terug assistent-coach en volgde Yves Defraigne hem op als hoofdcoach.
De club stond achtste op het moment dat de competitie werd stilgelegd door de coronacrisis. In de beker van België wonnen ze in de achtste finales van Kangoeroes Mechelen, in de kwartfinale werd er gewonnen van Phoenix Brussels maar Aalst verloor in de halve finale van Spirou Charleroi.

## Ploeg
Antwerp Giants ·
Kangoeroes Basket Mechelen ·
Leuven Bears ·
Liège Basket ·
Limburg United ·
Okapi Aalstar ·
Oostende ·
Basic-Fit Brussels ·
Union Mons-Hainaut ·
Spirou Charleroi